# 島田順二

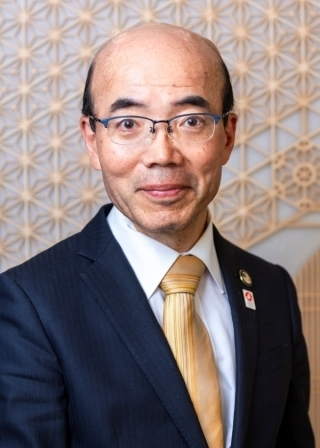
外務省より公表された公式肖像画像

島田 順二（しまだ じゅんじ）は、日本の外交官。
大阪府立大手前高等学校卒業、一橋大学法学部卒業（昭和60年3月）
大阪府出身。

## 略歴
- 昭和60年4月　外務省入省
- 平成3年8月　大臣官房人事課
- 平成4年7月　大臣官房人事課 課長補佐
- 平成5年8月　アジア局北東アジア課 課長補佐
- 平成7年12月  在アメリカ合衆国日本国大使館 一等書記官
- 平成10年11月  北米局日米安全保障条約課 首席事務官
- 平成11年8月　在中華人民共和国日本国大使館 一等書記官
- 平成13年8月　総合外交政策局総務課企画官
- 平成14年2月　大臣官房総務課企画官兼大臣官房（事務次官室）
- 平成17年1月　北米局日米安全保障条約課長
- 平成19年8月　国際法局条約課長
- 平成21年7月　アジア大洋州局北東アジア課長
- 平成22年8月　在インドネシア日本国大使館 公使
- 平成26年7月　大臣官房参事官兼国際法局
- 平成27年1月　大臣官房参事官兼国際情報統括官付
- 平成28年1月　大臣官房審議官兼国際情報統括官付
- 平成29年9月　国際情報統括官付安全保障情報特別研究官
- 令和2年10月　大臣官房審議官兼国際情報統括官付
- 令和3年1月　在メルボルン日本国総領事館 総領事
- 令和7年1月　在アイルランド日本国大使館大使[3]

## 同期
- 相木俊宏（21年タジキスタン大使）
- 磯俣秋男（24年スリランカ大使・21年アラブ首長国連邦大使）
- 市川とみ子（23年軍縮会議代表部大使）
- 伊藤恭子（23年チリ大使・20年エチオピア大使）
- 稲垣久生（23年トンガ大使）
- 大菅岳史（22年チュニジア大使・19年国連次席大使・18年外務報道官・17年アフリカ部長）
- 大森摂生（22年ボツワナ大使）
- 清水信介（22年特命全権大使（アフリカ開発会議（TICAD）担当兼アフリカの角地域関連担当、国連安保理改革担当、安保理非常任理事国選挙担当）・18年チュニジア大使）
- 鈴木秀生（24年特命全権大使（広報外交担当兼国際保健担当、メコン協力担当）・20年チェコ大使・19年国際協力局長・17年地球規模課題審議官）
- 鈴木浩（22年インド大使・20年外務審議官・12年内閣総理大臣秘書官）
- 鈴木亮太郎（21年アイスランド大使）
- 滝崎成樹（20年内閣官房副長官補・19年アジア大洋州局長）
- 竹内一之（22年ザンビア大使）
- 垂秀夫（20年中国大使・19年官房長）
- 中前隆博（22年スペイン大使・19年アルゼンチン大使・17年中南米局長）
- 橋本尚文（22年特命全権大使（人権担当兼国際平和貢献担当）・20沖縄大使・18年イラク大使）
- 福島秀夫（21年パナマ大使・18年ヒューストン総領事）
- 前田徹（21年ブルネイ大使）
- 三澤康（25年関西担当大使・22年タンザニア大使）
- 水嶋光一（21年イスラエル大使・19年領事局長）
- 水越英明（24年スウェーデン大使・21年スリランカ大使・20年国際情報統括官）
- 武藤顕（23年ロシア大使・22年外務省研修所長）
- 森美樹夫（23年ニューヨーク総領事・21年領事局長）
- 山元毅（23年ペルー大使・19年グアテマラ大使・17年東京都外務長）